# 竹本住蝶
竹本 住蝶（たけもと すみちょう）は女流義太夫の太夫。

## 来歴
1978年（昭和53年）、豊澤住造に入門、竹本住蝶と名乗る。1979年（昭和54年）、「財団法人人形浄瑠璃因協会女子部公演」にて『橋弁慶』で初舞台。1981年（昭和56年）、1989年（平成1年）、1990年（平成2年）に「財団法人人形浄瑠璃因協会」女子部門奨励賞受賞。1993年（平成5年）、若手女流義太夫勉強会「筍会」の一員として「第13回咲くやこの花賞音楽部門」受賞。2003年（平成15年）、師である豊澤住造の没後、鶴澤清介の預かりとなる。2009年（平成21年）、重要無形文化財「義太夫節」総合指定保持者認定。
「女流義太夫瑠璃の会」「娘義太夫豊澤住造一門の会」等の女流義太夫演奏会の他、大阪における義太夫節の普及・振興を目的に、幅広い世代に向けてワークショップやレクチャー、デモンストレーションを精力的に行っている